# ヴァラダラジュ・スンドラモールシー
ヴァラダラジュ・スンドラモールシー（Varadaraju Sundramoorthy、1965年10月6日 - ）は、シンガポールの元サッカー選手、現サッカー指導者。元シンガポール代表。現役時代のポジションはMFもしくはFW。
シンガポール史上有数のサッカー選手の一人で、1980年代から1990年代にかけて活躍した。また、その活躍は広く知られ、東南アジアで最も恐ろしい選手と呼ばれた。

## クラブ歴
1983年、18歳の時にシンガポールFAでプロとなったが、その翌年にはマレーシアカップの得点王に輝いた。1985年のマレーシアカップは膝の怪我で欠場した。
1988年にはファンディ・アマド以来、同国史上2人目となるヨーロッパ移籍を果たし、スイスのFCバーゼルに加入した。しかし、ファンディ・アマドとは異なりヨーロッパで成功を収める事は出来ず、翌年にはマレーシアリーグに復帰し、ケダFAに加入した。1990年のマレーシアカップの決勝戦では、かつて所属したシンガポールFA相手に1点目を奪い、3-1でのケダFAの勝利に貢献した。
1991年にはパハンFAに移籍した。1993年には再びシンガポールFAに復帰し、ドリームチームと呼ばれた同年のシンガポールFAの一員としてファンディ・アマドやマリク・アワブらと共に活躍した。1993年のマレーシアカップ決勝戦ではケダFA相手に敗北を喫したものの、そのドリブル能力やシュート能力でチーム有数の貢献をした。
彼の最も有名なゴールはこの1993年に生まれ、それはブルネイFA相手にホームのシンガポール・ナショナルスタジアムで決めたオーバーヘッドである。また同年には同じくシンガポール・ナショナルスタジアムで行われた試合でパハンFA相手に大胆にもヒールパスのフェイクを入れた。相手ディフェンダーはこれに騙され、この球をファンディ・アマドへのクロスにし、この試合は勝利を飾った。
その翌年、1994年にはケランタンFAに移籍した。1995年にはウッドランド・ウェリントンFCに移籍し、FASプレミアリーグにも参戦した。同リーグは翌1996年にSリーグとなり、Sリーグ開幕初年から在籍した。
1998年にはジュロンFCに移籍した。ジュロンFCでは後ろ蹴りから得点を決める功績も残した。また、1999年にはSリーグ史上初めて選手兼監督となった。そして同年末で選手を引退し、監督業に専念する事となった。

## 代表歴
1981年には第5回ライオン・シティ・カップに出場し、代表デビューを果たした。
1983年にシンガポールのA代表として初出場した後、多くの大会に出場した。代表として出場した、同年の東南アジア競技大会では同国史上初めて準優勝にまで上り詰めた。
1985年の東南アジア競技大会ではグループステージのインドネシア代表戦で得点を決め、1-0の勝利に大きく貢献した。この時も準優勝の結果となった。
1990年のアジア競技大会に出場した際には、パキスタン代表相手にハットトリックを達成している。
1994 FIFAワールドカップ・アジア予選では1次予選で敗退となったものの、グループCでインドネシア代表相手にラフィ・アリと共に得点し、2-1で勝利を収め、グループC・3位の結果となった。
また、ゲーリー・リネカーを当時擁していたJリーグの名古屋グランパスエイトとの親善試合でも2得点を挙げており、シンガポール代表の4-3での勝利に大きく貢献した。

## 監督歴

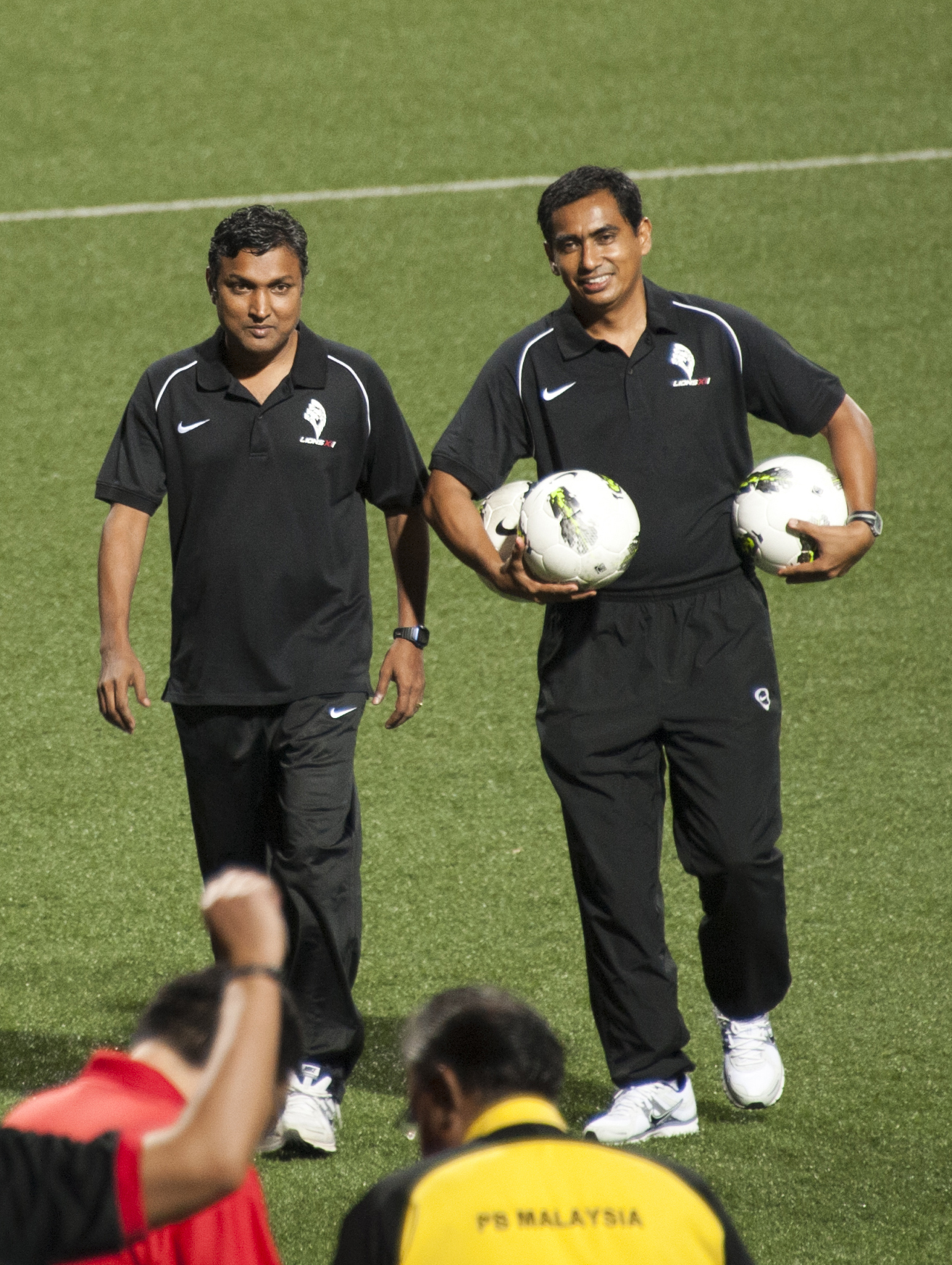
シンガポール・ライオンズXIIの監督を務めるスンドラモールシー

ジュロンFCで選手兼監督となったのが監督歴の始まりである。その後、シンガポール国立フットボールアカデミーのU-18の監督を務め、またヤング・ライオンズの監督も務めた。
2011年にはシンガポールU-23代表の監督に抜擢された。更に2012年にはシンガポール・ライオンズXIIの監督にも就任した。チーム結成初年度でもあったこの年を同チームは2位で終えた他、マレーシアカップでも準決勝に進出し、初年度から大きな功績を残した。
2013年1月21日にはシンガポール代表の監督であったラドイコ・アヴラモヴィッチの退任によって一時的に空席となった監督の座を任される事となった。代表監督としての初試合は2月6日にジャラン・ベサール・スタジアムで行われたヨルダン代表戦であった。5月15日にはドイツのベルンド・シュタンゲが新監督に就任する事が発表された。この時、彼はU-23代表を率いて東南アジア競技大会に参加しているところであった。また、この時にはアシスタントとして、ヤング・ライオンズの監督となるアイデ・イスカンダルが同伴していた。更にこの5月にはシンガポール・セレクションXIの監督としてピーター・リム・チャリティーカップにも出場した。
シンガポール・ライオンズXIIの監督としての2013シーズンでは同チームを2年目にして優勝に導いた。しかし、2013年10月7日に彼はシンガポールサッカー協会とシンガポール・ライオンズXIIの監督契約を更新しない事を発表した。
そして11月1日には、マレーシア・プレミアリーグに所属するヌグリ・スンビランFAとの2年契約を発表した。しかし、2014シーズンを6位で終え、マレーシアカップへの参戦権を掴み損ねると契約は打ち切りとなった。
2014年12月にはタンピネス・ローバースFCの監督に就任する事が発表された。これによっておよそ5年ぶりにSリーグの監督に復帰する事となった。
2015年7月には再びシンガポール・セレクションXIの監督となり、プレミアリーグ・アジアトロフィーに参戦した。
2016年5月にはシンガポール代表の監督に就任した。

## タイトル

### 選手

#### クラブ
ケダFA
- マレーシアカップ: 1990

### 代表
シンガポール
- 東南アジア競技大会

銀メダル: 1983, 1985, 1989
銅メダル: 1991, 1993

#### 個人
- 東南アジア競技大会得点王: 1989

### 監督
シンガポール・ライオンズXII
- マレーシア・スーパーリーグ: 2013